# Ian Wright (engenheiro)
Ian Wright é um engenheiro britânico que já exerceu cargos em várias equipes de Fórmula 1.

## Carreira
Wright começou a trabalhar na Fórmula 1 no final da década de 1990 como engenheiro da British American Racing (BAR), ele permaneceu com a equipe após ela ser adquirida pela Honda e rebatizada para Honda Racing F1 Team em 2006 e depois para Brawn GP em 2009.
Wright se tornou chefe de software de engenharia quando a Mercedes-Benz assumiu o controle da equipe. Ele saiu da equipe Mercedes no verão de 2014 para assumir um cargo fora da Fórmula 1, nos Estados Unidos.
No início de julho de 2017, foi anunciado que a Sauber tinha contratado Wright, que já havia começado a trabalhar na equipe como seu novo chefe de performance, como um novo reforço para a disputa do restante da temporada de 2017 da Fórmula 1. Ele permaneceu com a equipe após ser rebatizada para Alfa Romeo Racing em 2019 como chefe de ciência de veículos. Porém, Wright deixou a equipe em dezembro de 2020.